# 두테물쥐사촌속
두테물쥐사촌속(Paraleptomys)은 쥐과 쥐아과에 속하는 설치류 속 분류군이다. 2종을 포함하고 있다. 뉴기니 섬에 처음 정착한 쥐과 설치류 조상의 일부로 간주되고 있다.

## 특징
작은 설치류로 꼬리 길이 125~146mm를 제외한 몸길이가 105~135mm이고 몸무게는 최대 58g이다. 두개골은 뉴기니물쥐속 종과 아주 유사하지만 두테물쥐사촌속 쥐는 제3대구치가 없다.

## 하위 종
- 북부물쥐 (Paraleptomys rufilatus)
- 짧은털물쥐 (Paraleptomys wilhelmina)